# Dagda (keltský bůh)
Dagda je nejvyšší keltský bůh. Jeho jméno vzniklo ze staroirského deagh dia, což znamená „dobrý bůh“. Je to otec bohů z rodu Tuatha Dé Danann. Jeho přídomky jsou „otec všech“ (eochaid ollathair), „pán všeho vědění“ (ruad rofhessa) a „pán čtyř živlů“.
Je moudrý a vzdělaný, pán vědění a dokonalých znalostí, zběhlý v čarodějném umění, mistr veškerých řemesel, původce hojnosti a znovuzrození (mohl vracet život), velký bojovník. Ochránce kněží a druidů. Má zálibu v jídle, zpodobňován jako zavalitý a těžkopádný. Na zobrazeních má odhalené hrdlo, hnědou halenu po kolena, přes ramena plášť s kapucí, na nohou vysoké jezdecké boty.
Jeho atributy jsou smrtící palice (válečný kyj – jeden konec zabíjel a druhý oživoval), ohromný a nevyčerpatelný kotel Undry (od kterého nikdo neodejde nenasycen) a Uaithne, kouzelná harfa z živého dubu, která přikazuje ročním obdobím, aby se řádně střídala.
V hlubinách země a v dutých kopcích má čtyři velké paláce.
Jeho milenkami byly Morrígan a Boann, choť Nechtanova, s níž měl syna Aenguse. Dalšími Dagdovými dětmi jsou Brigid, Midir, Ogma, Bodb Rudý.